# Superliga Femenina de Voleibol 2019-20
La Liga Iberdrola (también conocida como Superliga femenina de voleibol de España 2019-20, SVF o Superliga femenina) es la máxima categoría del voleibol español en categoría femenina. Consta de dos fases: la liga regular y la fase final. El torneo lo organiza la Real Federación Española de Voleibol (RFEVb).

## Equipos
| Club                      | Sede                  | Comunidad autónoma | Pabellón                         |
| ------------------------- | --------------------- | ------------------ | -------------------------------- |
| OSACC Haro Rioja Vóley    | Haro                  | La Rioja           | Polideportivo El Ferial          |
| Avarca de Menorca         | Menorca               | Islas Baleares     | Pabellón Municipal de Ciudadela  |
| May Deco Voleibol Logroño | Logroño               | La Rioja           | CD Municipal de Lobete           |
| Feel Volley Alcobendas    | Alcobendas            | Madrid             | Pabellón Luis Buñuel             |
| Sanaya Libby’s La Laguna  | La Laguna             | Islas Canarias     | Pabellón Pablos Abril            |
| AD Algar Surmenor         | Cartagena             | Murcia             | Pabellón Escolar El Algar        |
| Madrid Chamberí           | Madrid                | Madrid             | Estadio Vallehermoso             |
| IBSA CV CCO 7 Palmas      | Las Palmas            | Islas Canarias     | Centro Insular de Deportes       |
| CV Kiele                  | Socuéllamos           | Castilla-La Mancha | Pabellón Gran Gaby               |
| Cajasol Juvasa Vóley      | Dos Hermanas          | Andalucía          | CDM Los Montecillos              |
| DSV CV Sant Cugat         | Valldoireix           | Cataluña           | Pabellón Municipal de Valldoreix |
| Barça CVB                 | Cornellá de Llobregat | Cataluña           | Polideportivo La Marina          |

## Clasificación
| | Equipo                    | Puntos | J  | G3 | G2 | P1 | P0 | SF | SC | PF   | PC   |
| --- | ------------------------- | ------ | -- | -- | -- | -- | -- | -- | -- | ---- | ---- |
| 1 | May Deco Voleibol Logroño | 57     | 20 | 19 | 0  | 0  | 1  | 58 | 8  | 1597 | 1115 |
| 2 | Avarca de Menorca         | 48     | 20 | 15 | 1  | 1  | 3  | 51 | 23 | 1735 | 1510 |
| 3 | Feel Volley Alcobendas    | 43     | 20 | 13 | 2  | 0  | 5  | 47 | 24 | 1620 | 1442 |
| 4 | Sanaya Libby’s La Laguna  | 40     | 20 | 11 | 3  | 1  | 5  | 47 | 29 | 1708 | 1590 |
| 5 | OSACC Haro Rioja Vóley    | 40     | 20 | 12 | 1  | 2  | 5  | 45 | 30 | 1691 | 1611 |
| 6 | IBSA CV CCO 7 Palmas      | 37     | 20 | 11 | 1  | 2  | 6  | 44 | 28 | 1617 | 1493 |
| 7 | CV Kiele                  | 30     | 20 | 9  | 1  | 1  | 9  | 35 | 37 | 1570 | 1597 |
| 8 | AD Algar Surmenor         | 21     | 20 | 4  | 3  | 3  | 10 | 30 | 47 | 1536 | 1723 |
| 9 | Cajasol Juvasa Vóley      | 20     | 20 | 4  | 3  | 2  | 11 | 31 | 45 | 1584 | 1696 |
| 10 | Madrid Chamberí           | 12     | 20 | 3  | 0  | 3  | 14 | 22 | 53 | 1510 | 1718 |
| 11 | DSV CV Sant Cugat         | 11     | 20 | 2  | 2  | 1  | 15 | 20 | 53 | 1492 | 1687 |
| 12 | Barça CVB                 | 1      | 20 | 0  | 0  | 1  | 19 | 7  | 60 | 1164 | 1642 |
| Fuente: Federación Española de Voleibol: Clasificación de la Liga Iberdrola; actualización automática |                           |        |    |    |    |    |    |    |    |      |      |

- A partir de la temporada 2009-2010 se implantó un nuevo sistema de puntuación en el que en las victorias por 3-0 y 3-1 se otorgan 3 puntos al vencedor y 0 al perdedor, mientras que en las victorias por 3-2 se otorgan 2 puntos al vencedor y 1 al perdedor.

#### Evolución de la clasificación
| Equipo / Jornada          | 01 | 02 | 03 | 04 | 05 | 06 | 07 | 08 | 09 | 10 | 11 | 12 | 13 | 14 | 15 | 16 | 17 | 18 | 19 | 20 | 21 | 22 |
| ------------------------- | -- | -- | -- | -- | -- | -- | -- | -- | -- | -- | -- | -- | -- | -- | -- | -- | -- | -- | -- | -- | -- | -- |
| MAY DECO Voleibol Logroño | 3  | 7  | 4  | 2  | 2  | 2  | 1  | 1  | 1  | 1  | 1  | 1  | 1  | 1  | 1  | 1  | 1  | 1  | 1  | 1  |    |    |
| Avarca de Menorca         | 2  | 2  | 5  | 4  | 3  | 3  | 2  | 4  | 3  | 2  | 2  | 2  | 2  | 2  | 2  | 2  | 2  | 2  | 2  | 2  |    |    |
| Feel Volley Alcobendas    | 4  | 8  | 6  | 3  | 4  | 4  | 4  | 3  | 2  | 3  | 4  | 4  | 4  | 4  | 4  | 5  | 5  | 3  | 3  | 3  |    |    |
| Sanaya Libby,s La Laguna  | 5  | 3  | 2  | 1  | 1  | 1  | 3  | 2  | 4  | 4  | 3  | 3  | 3  | 3  | 3  | 3  | 3  | 4  | 4  | 4  |    |    |
| OSACC Haro Rioja Vóley    | 1  | 1  | 1  | 5  | 5  | 5  | 5  | 5  | 5  | 6  | 6  | 5  | 6  | 5  | 5  | 4  | 4  | 5  | 5  | 5  |    |    |
| IBSA CV CCO 7 Palmas      | 8  | 5  | 3  | 6  | 6  | 6  | 6  | 7  | 6  | 5  | 5  | 6  | 5  | 6  | 6  | 6  | 6  | 6  | 6  | 6  |    |    |
| CV Kiele Socuéllamos      | 9  | 6  | 8  | 10 | 8  | 7  | 7  | 6  | 7  | 7  | 8  | 8  | 7  | 7  | 7  | 7  | 7  | 7  | 7  | 7  |    |    |
| AD Algar Surmenor         | 6  | 4  | 7  | 7  | 7  | 9  | 9  | 9  | 9  | 9  | 9  | 9  | 9  | 9  | 8  | 8  | 8  | 8  | 8  | 8  |    |    |
| Cajasol Juvasa Voley      | 10 | 11 | 9  | 8  | 9  | 8  | 8  | 8  | 8  | 8  | 7  | 7  | 8  | 8  | 9  | 9  | 9  | 9  | 9  | 9  |    |    |
| Madrid Chamberí           | 7  | 9  | 10 | 9  | 10 | 10 | 11 | 11 | 11 | 10 | 10 | 10 | 10 | 10 | 10 | 10 | 10 | 11 | 11 | 10 |    |    |
| DSV CV Sant Cugat         | 11 | 12 | 12 | 12 | 11 | 11 | 10 | 10 | 10 | 11 | 11 | 11 | 11 | 11 | 11 | 11 | 11 | 10 | 10 | 11 |    |    |
| CVB Barça                 | 12 | 10 | 11 | 11 | 12 | 12 | 12 | 12 | 12 | 12 | 12 | 12 | 12 | 12 | 12 | 12 | 12 | 12 | 12 | 12 |    |    |

- Datos: Q70889698